# Osoje (Tuzla)
Pour les articles homonymes, voir Osoje.
Osoje (en cyrillique : Осоје) est un village de Bosnie-Herzégovine. Il est situé sur le territoire de la Ville de Tuzla, dans le canton de Tuzla et dans la fédération de Bosnie-et-Herzégovine. Selon les premiers résultats du recensement bosnien de 2013, il compte 700 habitants.

## Démographie

### Évolution historique de la population dans la localité
| 1948 | 1953 | 1961 | 1971 | 1981 | 1991 | 2013 |
| ---- | ---- | ---- | ---- | ---- | ---- | ---- |
| -    | -    | 420  | 454  | 489  | 624  | 700  |

|  |